# Crveni teror u Španjolskoj
Crveni teror u Španjolskoj  (na španjolskom: Terror Rojo en España) je pojam koji je dobio naziv po raznim zločinima koje su počinili španjolski republikanci u građanskom ratu u Španjolskoj tijekom 1930-ih godina.
Teror uključuje rušenje i paljenje samostana i crkava te ubijanje 6832 pripadnika katoličkoga svećenstva, kao i napade na zemljoposjednike, industrijalce i političare. Čuveni primjer javnog nasrtaja na katoličanstvo je strijeljanje kipa Srca Isusova
Španjolska je katolička hijerarhija oduvijek tvrdila, da su njezini neprijatelji bili planirali sustavan progon Katoličke Crkve.
U svezi s time, nadbiskup i povjesničar Antonio Montero Moreno tvrdio je, da je prije početka građanskog rata, program sustavnog progona Crkve bio planiran do posljednjeg detalja.

## Vanjske poveznice
- Elmundo, na španjolskim jeziku
- regionmurcia, na španjolskim jeziku